# Ferrocarril de Nariño
| Streckenlänge: | 103 km                    |                                     |                                     |
| Spurweite: | 914 mm (engl. 3-Fuß-Spur) |                                     |                                     |
| |                           |                                     |                                     |
| \| \| 0 \| Tumaco Endbahnhof ab 1942 \| Tumaco Endbahnhof ab 1942 \| \| \| \| Puente Río Rosario \| \| \| \| 10 \| Aguaclara Endbahnhof 1928–1942 \| Aguaclara Endbahnhof 1928–1942 \| \| \| 32 \| Cajapi \| Cajapi \| \| \| \| von Río Mira \| \| \| \| 47 \| San Bernardo (vermutlich Tangarial) \| San Bernardo (vermutlich Tangarial) \| \| \| 66 \| Llorente (Nariño) \| Llorente (Nariño) \| \| \| 103 \| El Diviso \| El Diviso \| |                           |                                     |                                     |
| Kopfbahnhof Streckenanfang (Strecke außer Betrieb) | 0                         | Tumaco Endbahnhof ab 1942           | Tumaco Endbahnhof ab 1942           |
| Brücke über Wasserlauf (Strecke außer Betrieb) |                           | Puente Río Rosario                  | Puente Río Rosario                  |
| Bahnhof (Strecke außer Betrieb) | 10                        | Aguaclara Endbahnhof 1928–1942      | Aguaclara Endbahnhof 1928–1942      |
| Bahnhof (Strecke außer Betrieb) | 32                        | Cajapi                              | Cajapi                              |
| Abzweig geradeaus, nach rechts und von rechts (Strecke außer Betrieb) |                           | von Río Mira                        | von Río Mira                        |
| Haltepunkt / Haltestelle (Strecke außer Betrieb) | 47                        | San Bernardo (vermutlich Tangarial) | San Bernardo (vermutlich Tangarial) |
| Bahnhof (Strecke außer Betrieb) | 66                        | Llorente (Nariño)                   | Llorente (Nariño)                   |
| Haltepunkt / Haltestelle Streckenende (Strecke außer Betrieb) | 103                       | El Diviso                           | El Diviso                           |

Die Ferrocarril de Nariño (Nariño-Eisenbahn) war eine Bahnstrecke in dem kolumbianischen Departamento Nariño. Sie sollte die Hauptstadt Pasto des Departamentos Nariño mit dem Pazifik verbinden. Sie begann am Pazifik-Hafen Tumaco, erreichte allerdings bis 1930 nur El Diviso. In den 1960er Jahren wurde auf der ehemaligen Trasse die Straße von Pasto nach Tumaco gebaut.

## Geschichte
Den Bewohnern Südwestkolumbiens, dem heutigen Departement Nariño, fehlten bis in die ersten Jahrzehnte des 20. Jahrhunderts angemessene Verkehrswege, um die Andenzone mit dem Pazifischen Ozean zu verbinden. In der feuchten Pazifikregion gab es kaum nutzbare Wege. So verlief der Transport in der Regel mit Schiffen auf den vorhandenen Flüssen.
Mitte des 19. Jahrhunderts, als schließlich auch Dampfschiffe auf den wichtigen beiden Flüssen Río Telembí und Río Patía verkehrten und 1892 ein Reitweg zwischen Barbacoas und Ricaurte eröffnet wurde, verbesserten sich die Transportbedingungen. Allerdings war im Sommer oft der niedrige Wasserstand der Grund, dass die Transportkette nur unzureichend funktionierte. Die auch dadurch bedingten hohen Frachtkosten und die begrenzte Last, die befördert werden konnte, veranlassten die Bewohner von Pasto, Túquerres und Barbacoas, seit 1860 eine Eisenbahnlinie zu fordern, die Pasto und Tumaco verbinden sollte.
Zu Beginn des 20. Jahrhunderts setzten sich einige Lokalpolitiker, darunter Julián Bucheli und Max Chávez, für den Bau einer Eisenbahnlinie in Nariño ein. In der Zeit erlangte Tumaco eine gewisse Bedeutung für diverse Exportgüter wie z. B. Samen der Steinnusspalmen, Goldpulver, Kakao, Rinderhäute.
Mit dem Bau der Guayaquil & Quito Railway Company in Ecuador gab es Befürchtungen in Nariño, das die Bahn Tulcán an der Grenze zu Kolumbien erreichen könnte und dann dieser Transportweg wirtschaftliche Vorteile bieten könnte. Von Pasto war Tulcán in zwei Tagen erreichbar, Temuco aber in sechs Tagen.

### Planungen
Kolumbien schloss sich 1890 dem Bauprojekt einer Panamerikanischen Eisenbahn an. Mit der Gründung des Departments Nariño 1904 folgt kurze Zeit später die „Ferrocarril de Nariño“. In diesem Zusammenhang beauftragte die Regierung José María Bucheli (1872–1919) 1905 den Bau einer Eisenbahn von Pasto an den Pazifischen Ozean. Nach dem erfolglosen Start wurden 7 Jahre später ein Teil der Zolleinnahmen für den Bau bereitgestellt. Immerhin erschien der Bau der Eisenbahn für die Nationalregierung aus geopolitischer Sicht wichtig, im Falle eines Einmarsches von Truppen aus Ecuador.
Es war schließlich der Senator Samuel Jorge Delgado, der mit dem Gesetz 65 vom 6. November 1912 den Bau einer Eisenbahnlinie vom Pazifischen Ozean nach Putumayo anordnete. Dieses beinhaltete die Weiterführung von Pasto nach Popayan zum Anschluss an die Ferrocarril de Pacfico (Pazifik-Eisenbahn). Im Juli 1920 genehmigte die Nationalregierung die Unterzeichnung eines Vertrags mit Daniel E. Wright, einem amerikanischen Ingenieur, um eine Studie für folgende drei Zweige durchzuführen: Tumaco - Pasto, Pasto - Popayán und Pasto - Ipiales. Im Jahr 1922 wurden die Planungen der Strecke Tumaco – Pasto fertiggestellt und im selben Jahr wurde die Straße Tumaco – Ipiales – Pasto – Popayán genehmigt.
Der Bau der Ferrocarril de Nariño entstand in der zweiten Phase des Eisenbahnbaus in Kolumbien. In den zwanziger Jahren gab es eine Verständigung zwischen Kolumbien und den USA (Urrutia-Thomson-Vertrag) über Entschädigungsleistungen für den Verlust von Panama (ursprünglich Teil von Kolumbien). Mit den Geldern sollte das Eisenbahnsystem zur Integration der Landesteile ausgebaut werden. Dazu gehörte auch die Ferrocarril de Nariño.
Trotzdem gab es wegen fehlender Finanzmittel in Nariño alternative Vorschläge, wie den Bau einer Seilbahn, oder einer Straße. Letztlich genehmigte der Kongress 2,4 Mio. Pesos aus dem Panama-Vertrag für den Bau der Eisenbahn zwischen Pasto und Tumaco. Präsident Pedro Nel Ospina (1922–1926) ernannte den Ingenieur Florencio Mejía Villa zum Chefingenieur des Baus.

### Bau
Am 18. Dezember 1924 begannen die Arbeiten in El Diviso, einem Ort mitten im Dschungel, rund 200 Kilometer von Pasto entfernt, mit dem Fällen von Bäumen. Trotzdem befand sich der Hauptsitz des Projekts in Tumaco. Am 8. Juli 1925 begannen zudem die Arbeiten am anderen Ende in Aguaclara siebzehn Kilometer von Tumaco entfernt. 1928 wurde die Bahn von Aguaclara nach Llorente (km 66) in Betrieb genommen, 1929 erreichte die Bahn (km 92) und später im Jahr 1930 wurde sie um weitere 11 km verlängert nach El Diviso (km 103).
1928 übernahm der Ingenieur Gabriel Agudelo die Leitung des Projekts und 1930 wurden die rund zweiundneunzig Kilometer zwischen Aguaclara und El Diviso fertig gestellt. Insgesamt betrug die Strecke zwischen den fünf Kilometern der Abzweigung zum Río Mira und der Strecke zwischen El Diviso und Aguaclara 98 Kilometer. Die dichte Vegetation, das sumpfige Gelände, die Regenfälle und Überschwemmungen der Flüsse, Erdrutsche, Schlangen, das feuchte und tropische Klima und Krankheiten wie Malaria machten den Bau der Bahn aufwändig und teuer. Diese Bedingungen schreckten aber auch viele Arbeitskräfte ab, was zu einem Mangel sowohl an Arbeitskräften als auch an Ingenieuren führte.
Für die Reisenden, die zwischen den Anden und Tumaco reisten, war die Reise ein Abenteuer: Zwischen der Andenzone und El Diviso legten sie auf einer regulären Autostraße 194 Kilometer zurück; Am Bahnhof El Diviso bestiegen sie den Zug und machten sich auf die 93 Kilometer lange Bahnstrecke nach Aguaclara. Von hier nahmen sie ein Dampfschiff oder ein Boot, das die 16 Kilometer weit in der Flussmündung zum Hafen von Tumaco brachte.
Weltwirtschaftskrise und der Verfall der Kaffeepreise führten in Kolumbien quasi zum Stillstand der Infrastrukturprojekte, so auch in Nariño. Erst im Jahr 1944 wurde der Abschnitt Aguaclara - Tumaco verlegt, der rund 10 Kilometer lang war. Es war das Ende des Eisenbahnbaus in diesem Teil Kolumbiens.

### Stilllegung
Der Zweite Weltkrieg war ein weiterer schwerer Schlag für kolumbianische Eisenbahnprojekte: Die Exporte von der Pazifikküste gingen zurück, Eisen wurde teuer und der Staat verfügte nicht über die Mittel, um zu investieren. Zusätzlich zur Krise des Eisenbahnsystems kam es im Land zu einem Boom im Automobil- und Luftverkehr. Bereits im Jahr 1931 genehmigte der Kongress das liberale Programm, das den Schwerpunkt auf Autostraßen legte und das Ziel des Aufbaus eines nationalen Eisenbahnsystems aufgab.
1945 erhielten Vertreter von Nariño im Kongress mit dem Gesetz Nr. 26 die Genehmigung, den Bau der wichtigsten westlichen Eisenbahnstrecke von Cartagena nach Tumaco zu realisieren. Aber 1948 rieten die amerikanische Eisenbahnmission und später die Currie-Mission der Regierung dazu, die Arbeiten zu unterbrechen und die Arbeiten auf einigen Abschnitten wie in Nariño zu beenden. Die Empfehlung sprach sich für den Bau der Eisenbahnlinie im Rio Magdalena-Tal aus.
Dazu trug bei, dass Tumaco nicht in die Schifffahrtslinien integriert war und Waren deshalb über Buenaventura ex- bzw. importiert werden mussten. Trotzdem zeigte eine interne Studie, dass die Bahn besser gestellt war als andere kolumbianische Bahnstrecken.
Im Jahr 1950 wurde die Stilllegung wegen Unwirtschaftlichkeit beschlossen und daraufhin die Schienen abgebaut. 1964 war auf der alten Bahntrasse die Autostraße von Pasto nach Tumaco fertiggestellt.

## Bedeutung
Die Ferrocarril de Nariño war in der ersten Hälfte des 20. Jahrhunderts das wichtigste Infrastrukturprojekt des Departements. Ihre prominentesten Männer unterstützten das Projekt jahrelang und hatten dabei mit zahlreichen Schwierigkeiten zu kämpfen. Doch die schwierigen nationalen und internationalen Rahmenbedingungen trafen die kolumbianischen Eisenbahnprojekte hart. Nur ein kleiner Teil der geplanten Projekte wurde realisiert und so auch das Vorhaben in Nariño später eingestellt. Trotzdem brachte die Bahn in einer kritischen Zeit positive Aspekte in einen abgelegenen Teil von Kolumbien. Sie war ein wichtiger Beitrag für die Entwicklung der Region.

## Rollendes Material
Dank der Forschungen des kolumbianischen Eisenbahn-Ingenieurs Gustavo Arrias de Greiff sind die Lokomotiven der Ferrocarril de Nariño mit einer Ausnahme identifiziert und bekannt.

### Lokomotiven der Ferrocarriles de Nariño
| Nr. | Name            | Achsfolge | Baujahr | Hersteller | Fabrik-Nr. | Zylindermaße | Antriebsräder | Gesamtgewicht | Leistung | Verbleib      |                     |
| --- | --------------- | --------- | ------- | ---------- | ---------- | ------------ | ------------- | ------------- | -------- | ------------- | ------------------- |
| 0   |                 | 0-4-2     | 1915    | Baldwin    | 42061      | 8 × 12 inch  |               | 11 t          | 127 PS   | Baulokomotive | ex. Tranvia Cali#4? |
| 1   | Nariño          | 0-6-0 T   | 1926    | Hanomag    | 10484      | 340 × 400 mm |               |               |          |               |                     |
| 2   | Florencio Mejía | 0-6-0 T   | 1926    | Hanomag    | 10485      | 340 × 400 mm |               |               |          |               |                     |
| 3   |                 | 0-6-0     | 1926    | Hanomag    | 10586      | 340 × 400 mm |               |               |          |               |                     |
| 4   |                 | 0-6-0     | 1926    | Hanomag    | 10587      | 340 × 400 mm |               |               |          |               |                     |
| 5   |                 | 2-6-2     | 1928    | Skoda      | 480        | 15 × 20 inch | 1016 mm       | 47,1 t        | 622 PS   |               |                     |
| 6   |                 | 2-6-2     | 1928    | Skoda      | 481        | 15 × 20 inch | 1016 mm       | 47,1 t        | 622 PS   |               |                     |
| 7   |                 | 2-4-2 T   |         | Baldwin    |            | 11 × 16 inch | 838 mm        | 24,9 t        | 300 PS   |               |                     |
| 8   |                 | 2-4-2 T   | 1929    | Baldwin    | 60864      | 11 × 16 inch | 838 mm        | 24,9 t        | 300 PS   |               |                     |

Quelle: Guastavo Arrias de Greiff (1985); Bernd Vollmer (Manuskript 1985)
Die Lokomotiven verblieben nach der Stilllegung in Tumaco und wurden dort vermutlich verschrottet.